# 青森県道43号五所川原車力線
青森県道43号五所川原車力線（あおもりけんどう43ごうごしょがわらしゃりきせん）は、青森県つがる市柏鷺坂から同市車力に至る県道（主要地方道）である。

## 概要
起点は五所川原市寺町の国道101号上、青森県道151号蒔田五所川原線交点から始まり、つがる市鷺坂まで国道101号と重複する。つがる市鷺坂から分岐し、つがる市車力町まで岩木川左岸を北上する。
岩木川の対岸には青森県道151号蒔田五所川原線と青森県道197号神原中里線が平行して通っている。

### 路線データ
- 起点 : 五所川原市[1]（国道101号上）（北緯40度48分37.6秒 東経140度26分32.6秒）
- 終点 : つがる市車力町[1]（北緯40度57分3.9秒 東経140度21分50.1秒）

## 歴史
- 1961年（昭和36年）2月10日 - 青森県が県道五所川原車力線として県道認定[1]。
- 1993年（平成5年）5月11日 - 建設省により県道五所川原車力線が主要地方道五所川原車力線に指定される[2]。
- 2020年（令和2年）10月20日 - 津軽令和大橋を含む北津軽郡中泊町大字中里 - つがる市車力町のバイパス区間（延長5,500 m）が開通[3]。

## 路線状況

### 重複区間
- 国道101号（五所川原市寺町・起点 - つがる市柏鷺坂）

### 主要構造物
- 津軽令和大橋（岩木川）

## 地理

### 通過する自治体
- 青森県
  - 五所川原市
  - つがる市

### 交差する道路
- 国道101号・青森県道151号蒔田五所川原線（五所川原市寺町、起点）
- 国道101号（つがる市鷺坂）
- 青森県道115号川除木造線（つがる市木造川除）
- 青森県道164号林五所川原線（つがる市木造出野里）
- 青森県道161号豊川館岡線（つがる市稲垣町豊川）
- 青森県道2号屏風山内真部線（つがる市稲垣町繁田）
- 青森県道12号鰺ケ沢蟹田線（つがる市車力町坂元、終点）

### 沿線の施設など
- つがるにしきた農業協同組合 川除支店
- つがる市立稲垣小学校